# Elkalyce austriaca
Elkalyce austriaca är en fjärilsart som beskrevs av Beuret 1955. Elkalyce austriaca ingår i släktet Elkalyce och familjen juvelvingar. Inga underarter finns listade i Catalogue of Life.